# خارپشتان
خارپشتان (نام علمی: Erinaceidae) تنها تیره زنده از راسته خارپشت‌سانان پیشین است که به تازگی به همراه راسته حشره‌خوارسانان در گروه بزرگتر هوکوران قرار داده شده‌اند. امروزه نشان داده شده است که هوکوران تک‌نیا است. حشره‌خوارسانان هم‌نیا است چرا که حشره‌خواران نیای به نسبت نوین‌تری با خارپشت‌سانان دارد تا با دیگر حشره‌خوارها.
خارپشت‌سانان شامل جوجه‌تیغی های اوراسیا و آفریقا و گیمنورهای جنوب شرق آسیا می‌شود. این تیره در گذشته بخشی از راسته پستانداران حشره‌خوار تصور می‌شد، ولی آن راسته هم‌نیا امروزه کنار گذاشته شده است.

## رده‌بندی
- راسته خارپشت‌سانان

- - †تیرهAmphilemuridae
    - †سرده Alsaticopithecus
    - †سرده Amphilemur
    - †سرده Gesneropithex
    - †سرده ماکروکرانیون
    - †سرده Pholidocercus

- - تیره خارپشتان
    - زیرتیره خارپشتیان (جوجه‌تیغی‌ها)

- -     -       - †سرده Amphechinus
        - †Amphechinus akespensis
        - †Amphechinus arverniensis
        - †Amphechinus baudelotae
        - †Amphechinus edwardsi
        - †Amphechinus ginsburgi
        - †Amphechinus golpeae
        - †Amphechinus horncloudi
        - †Amphechinus intermedius
        - †Amphechinus kreuzae
        - †Amphechinus major
        - †Amphechinus microdus
        - †Amphechinus minutissimus
        - †Amphechinus robinsoni
        - †Amphechinus taatsiingolensis

- -     -       - سرده جوجه‌تیغی‌های آفریقایی
        - جوجه‌تیغی چهارانگشتی, Atelerix albiventris
        - جوجه‌تیغی آفریقایی شمالی, Atelerix algirus
        - جوجه‌تیغی آفریقایی جنوبی, Atelerix frontalis
        - جوجه‌تیغی سومالی, Atelerix sclateri

- -     -       - سرده جوجه‌تیغی‌های گوش‌کوچک
        - جوجه‌تیغی آمور, Erinaceus amurensis
        - خارپشت سینه‌سفید, Erinaceus concolor
        - جوجه‌تیغی اروپایی, Erinaceus europaeus
        - جوجه‌تیغی سینه‌سفید شمالی, Erinaceus roumanicus

- -     -       - سرده جوجه‌تیغی‌های گوش‌دراز
        - جوجه‌تیغی گوش دراز, Hemiechinus auritus
        - جوجه‌تیغی گوش‌دراز هندی, Hemiechinus collaris

- -     -       - سرده جوجه‌تیغی‌های دشتی
        - جوجه‌تیغی دوری, Mesechinus dauuricus
        - جوجه‌تیغی هیو, Mesechinus hughi

- -     -       - سرده خارپشت‌های بیابانی
        - خارپشت بیابانی (Paraechinus aethiopicus)
        - خارپشت ایرانی (Paraechinus hypomelas)
        - خارپشت هندی (Paraechinus micropus)
        - خارپشت شکم‌لخت (Paraechinus nudiventris)

- -     - زیرتیره موش‌تیغی (Gymnures, or Moonrats)

- -     -       - †سرده Deinogalerix
        - †Deinogalerix brevirostris
        - †Deinogalerix freudenthali
        - †Deinogalerix intermedius
        - †Deinogalerix koenigswaldi
        - †Deinogalerix minor

- -     -       - سرده موش ماه
        - موش ماه, Echinosorex gymnura

- -     -       - سرده چوب‌موش‌ها
        - موش‌تیغی گوش‌دراز, Hylomys megalotis
        - موش‌تیغی کوتوله, Hylomys parvus
        - موش‌تیغی دم‌کوتاه, Hylomys suillus

- -     -       - سرده موش‌تیغی هاینان
        - موش‌تیغی هاینان, Neonylomys hainanensis

- -     -       - سرده موش‌تیغی حشره‌خوارمانند
        - موش‌تیغی حشره‌خوارمانند, Neotetracus sinensis

- -     -       - سرده پاموش‌تیغی‌ها
        - موش‌تیغی دیناگات, Podogymnura aureospinula
        - موش‌تیغی میندانائو, Podogymnura truei